# Esqui cross-country nos Jogos Olímpicos de Inverno de 2022 - Revezamento 4x10 km masculino
O revezamento 4x10 km masculino do esqui cross-country nos Jogos Olímpicos de Inverno de 2022 foi disputado em 13 de fevereiro no Centro Nórdico Kuyangshu e Centro de Biatlo, em Pequim.

## Medalhistas
|  | ROC                                                                  |  | NOR Noruega                                                          |  | FRA França                                                   |
|  | Aleksey Chervotkin Alexander Bolshunov Denis Spitsov Sergey Ustiugov |  | Emil Iversen Pål Golberg Hans Christer Holund Johannes Høsflot Klæbo |  | Richard Jouve Hugo Lapalus Clément Parisse Maurice Manificat |

## Programação
Horário local (UTC+8).
| Data            | Horário | Evento |
| --------------- | ------- | ------ |
| 13 de fevereiro | 15:00   | Final  |

## Resultados
A prova foi disputada por 15 equipes.
| Pos. | Bib | País                                                                                   | Tempo                                     | Diferença |
| ---- | --- | -------------------------------------------------------------------------------------- | ----------------------------------------- | --------- |
| 01 ! | 2   | ROC Aleksey Chervotkin Alexander Bolshunov Denis Spitsov Sergey Ustiugov               | 1:54:50.7 30:14.7 29:32.0 27:22.6 27:41.4 | —         |
| 02 ! | 1   | NOR Noruega Emil Iversen Pål Golberg Hans Christer Holund Johannes Høsflot Klæbo       | 1:55:57.9 30:49.1 29:57.1 27:08.0 28:03.7 | +1:07.2   |
| 03 ! | 3   | FRA França Richard Jouve Hugo Lapalus Clément Parisse Maurice Manificat                | 1:56:07.1 31:04.9 29:51.5 27:02.1 28:08.6 | +1:16.4   |
| 4    | 4   | SWE Suécia Oskar Svensson William Poromaa Jens Burman Johan Häggström                  | 1:57:00.4 31:16.0 29:30.4 27:08.3 29:05.7 | +2:09.7   |
| 5    | 7   | GER Alemanha Janosch Brugger Friedrich Moch Florian Notz Lucas Bögl                    | 1:57:46.5 30:38.2 30:18.5 28:08.1 28:41.7 | +2:55.8   |
| 6    | 6   | FIN Finlândia Ristomatti Hakola Iivo Niskanen Perttu Hyvärinen Joni Mäki               | 1:59:28.6 32:02.2 28:53.9 29:08.8 29:23.7 | +4:37.9   |
| 7    | 5   | SUI Suíça Dario Cologna Jonas Baumann Candide Pralong Roman Furger                     | 2:00:13.3 31:12.1 30:51.9 28:32.8 29:36.5 | +5:22.6   |
| 8    | 14  | ITA Itália Federico Pellegrino Francesco De Fabiani Giandomenico Salvadori Davide Graz | 2:00:16.6 30:38.8 30:52.1 29:05.8 29:39.9 | +5:25.9   |
| 9    | 8   | USA Estados Unidos Luke Jager Scott Patterson Gus Schumacher Kevin Bolger              | 2:02:56.3 32:53.7 31:16.2 29:03.4 29:43.0 | +8:05.6   |
| 10   | 9   | JPN Japão Ryo Hirose Hiroyuki Miyazawa Naoto Baba Haruki Yamashita                     | 2:03:01.5 31:13.0 32:49.4 28:50.1 30:09.0 | +8:10.8   |
| 11   | 10  | CAN Canadá Graham Ritchie Antoine Cyr Olivier Léveillé Rémi Drolet                     | 2:04:01.1 32:57.3 31:51.6 29:05.0 30:07.2 | +9:10.4   |
| 12   | 11  | CZE República Checa Adam Fellner Michal Novák Petr Knop Jan Pechoušek                  | 2:04:57.8 31:48.8 31:58.1 29:06.0 32:04.9 | +10:07.1  |
| 13   | 13  | CHN China Shang Jincai Liu Rongsheng Wang Qiang Chen Degen                             | LAP 32:26.3 32:24.9 29:45.3 LAP           | +97       |
| 14   | 15  | SLO Eslovênia Miha Šimenc Miha Ličef Vili Črv Janez Lampič                             | LAP 31:11.5 33:19.2 29:47.9 LAP           | +98       |
| 15   | 12  | EST Estônia Marko Kilp Alvar Johannes Alev Martin Himma Henri Roos                     | LAP 34:09.6 31:52.3 LAP                   | +99       |

Legenda
| Recorde mundial      | Recorde mundial (World record)               |                       | Recorde africano                      | Recorde africano (African) |                                           | Q | Classificado por posição (Qualified) |
| Recorde olímpico     | Recorde olímpico (Olympic record)            | Recorde da América    | Recorde da América (Americas)         | q                          | Classificado por melhor tempo (Qualified) |   |                                      |
| Melhor marca do ano  | Melhor marca do ano (World leading)          | Recorde asiático      | Recorde asiático (Asian)              | DNS                        | Não largou (Did not start)                |   |                                      |
| Recorde nacional     | Recorde nacional (National record)           | Recorde europeu       | Recorde europeu (European)            | DNF                        | Não terminou (Did not finish)             |   |                                      |
| Recorde pessoal      | Recorde pessoal do atleta (Personal best)    | Recorde da Oceania    | Recorde da Oceania (Oceania)          | DSQ / DQ                   | Desclassificado (Disqualified)            |   |                                      |
| Recorde da temporada | Recorde da temporada do atleta (Season best) | Recorde sul-americano | Recorde sul-americano (South America) | NM                         | Sem marca (No mark)                       |   |                                      |

### Esqui cross-country
| Penalizado com cartão amarelo | Penalizado com o cartão amarelo (Yellow card)                                           |  |  |  |
| LL                            | Classificado por tempo (Lucky loser)                                                    |  |  |  |
| PF                            | Vencedor definido por photo finish (Photo finish)                                       |  |  |  |
| LAP                           | Ultrapassado pelo líder (Lapped)                                                        |  |  |  |
| DQB                           | Desclassificado por conduta antidesportiva (Disqualified for unsportsmanlike behaviour) |  |  |  |
| RAL                           | Ranqueado como último (Ranked as last)                                                  |  |  |  |